# Hanna Hermansson
Hanna Hermansson, född 18 maj 1989 i Stockholm, är en svensk medeldistanslöpare som tävlar för klubben Turebergs FK. Hon har tagit ett antal SM-tecken på 800 och 1 500 meter. 

## Karriär
Vid VM 2017 i London tog Hermansson sig på 800 meter vidare från försöken, men slogs ut i semifinalen trots ett nytt personbästa, 2.00,43.
Hon representerade Sverige vid EM 2018 där hon kvalificerade sig till final på 1 500 meter och till semifinal på 800 meter.
Vid SM i friidrott 2020 tog hon guldmedaljen på 1 500 meter med tiden 4.16,07.
I februari 2022 vid inomhus-SM tog Hermansson guld på 800 meter och silver på 1 500 meter.

## Personliga rekord
| Utomhus - 400 meter – 56,24 (Celle Ligure, Italien 5 juli 2017) - 800 meter – 2.00,43 (London, Storbritannien 11 augusti 2017) - 1 000 meter – 2.38,13 (Göteborg, Sverige 11 juli 2017) - 1 500 meter – 4.05,76 (München, Tyskland 19 augusti 2022) - 1 engelsk mil – 4.28,59 (Zagreb, Kroatien 11 september 2022) - 3 000 meter – 9.56,25 (Sollentuna, Sverige 8 september 2019) - 5 000 meter – 17.47,30 (Aliso Viejo, Kalifornien USA 22 april 2017) - 5 km landsväg – 17.21 (Irvine, Kalifornien, USA 7 januari 2017) | Inomhus - 800 meter – 2.02,80 (New York, USA 27 januari 2018) - 1 000 meter – 2.40,22 (Glasgow, Storbritannien 15 februari 2020) - 1 500 meter – 4.09,32 (Istanbul, Turkiet 3 mars 2023) - 1 engelsk mil – 4.29,81 (Boston, USA 11 februari 2022) - 3 000 meter – 9.46,40 (Växjö, Sverige 22 februari 2020) |